# Masters de Corée du Sud
Ne doit pas être confondu avec Open de Corée du Sud (badminton).
Le Masters de Corée du Sud est un tournoi international annuel de badminton organisé par la Fédération sud-coréenne de badminton (BKA) depuis 2007. D'abord classé en International Challenge (semi-professionnels), il fait partie des tournois professionnels classés Grand Prix Gold par la BWF depuis 2011, à l'exception des éditions 2010 et 2014. Auparavant appelé Grand Prix de Corée du Sud ou Grand Prix Gold de Corée du Sud, il prend son nom actuel de Masters à partir de l'édition 2015.
En 2018, il intègre le nouveau circuit mondial BWF World Tour en catégorie Super 300.

## Palmarès
| Année                    | Lieu                                                                   | Simple hommes                                                          | Simple dames                                                           | Double hommes                                                          | Double dames                                                           | Double mixte                                                           |
| ------------------------ | ---------------------------------------------------------------------- | ---------------------------------------------------------------------- | ---------------------------------------------------------------------- | ---------------------------------------------------------------------- | ---------------------------------------------------------------------- | ---------------------------------------------------------------------- |
| International Challenge  |                                                                        |                                                                        |                                                                        |                                                                        |                                                                        |                                                                        |
| 2007                     | Suwon                                                                  | Shon Seung-mo                                                          | Lee Yun-hwa                                                            | Ko Sung-hyun Kwon Yi-goo                                               | Jung Kyung-eun Yoo Hyun-young                                          | Shin Baek-cheol Yoo Hyun-young                                         |
| 2008                     | Yeosu                                                                  | Park Sung-hwan                                                         | Kwon Hee-sook                                                          | Jung Jae-sung Lee Yong-dae                                             | Ha Jung-eun Kim Min-jung                                               | Hwang Ji-man Hwang Yu-mi                                               |
| 2009                     | Hwasun                                                                 | Rho Ye-wook                                                            | Bae Yeon-ju                                                            | Jung Jae-sung Lee Yong-dae                                             | Jung Kyung-eun Yoo Hyun-young                                          | Lee Yong-dae Lee Hyo-jung                                              |
| BWF Grand Prix           |                                                                        |                                                                        |                                                                        |                                                                        |                                                                        |                                                                        |
| 2010                     | Gimcheon                                                               | Bao Chunlai                                                            | Liu Xin                                                                | Jung Jae-sung Lee Yong-dae                                             | Jung Kyung-eun Yoo Hyun-young                                          | Yoo Yeon-seong Kim Min-jung                                            |
| BWF Grand Prix Gold      |                                                                        |                                                                        |                                                                        |                                                                        |                                                                        |                                                                        |
| 2011                     | Hwasun                                                                 | Lee Hyun-il                                                            | Sung Ji-hyun                                                           | Ko Sung-hyun Yoo Yeon-seong                                            | Chang Ye-na Eom Hye-won                                                | Yoo Yeon-seong Chang Ye-na                                             |
| 2012                     | Hwasun                                                                 | Lee Dong-keun                                                          | Sung Ji-hyun                                                           | Ko Sung-hyun Lee Yong-dae                                              | Chang Ye-na Eom Hye-won                                                | Shin Baek-choel Eom Hye-won                                            |
| 2013                     | Jeonju                                                                 | Lee Hyun-il                                                            | Bae Yeon-ju                                                            | Kim Gi-jung Kim Sa-rang                                                | Chang Ye-na Kim So-young                                               | Yoo Yeon-seong Chang Ye-na                                             |
| BWF Grand Prix           |                                                                        |                                                                        |                                                                        |                                                                        |                                                                        |                                                                        |
| 2014                     | Jeonju                                                                 | Lee Dong-keun                                                          | Nozomi Okuhara                                                         | Lee Yong-dae Yoo Yeon-seong                                            | Lee So-hee Shin Seung-chan                                             | Choi Sol-gyu Shin Seung-chan                                           |
| BWF Grand Prix Gold      |                                                                        |                                                                        |                                                                        |                                                                        |                                                                        |                                                                        |
| 2015                     | Jeonju                                                                 | Lee Dong-keun                                                          | Sayaka Sato                                                            | Kim Gi-jung Kim Sa-rang                                                | Chang Ye-na Lee So-hee                                                 | Ko Sung-hyun Kim Ha-na                                                 |
| 2016                     | Seogwipo                                                               | Son Wan-ho                                                             | Sung Ji-hyun                                                           | Kim Jae-hwan Ko Sung-hyun                                              | Jung Kyung-eun Shin Seung-chan                                         | Ko Sung-hyun Kim Ha-na                                                 |
| 2017                     | Gwangju                                                                | Jeon Hyeok-jin                                                         | Gao Fangjie                                                            | Kim Won-ho Seo Seung-jae                                               | Lee So-hee Shin Seung-chan                                             | Seo Seung-jae Kim Ha-na                                                |
| BWF World Tour Super 300 |                                                                        |                                                                        |                                                                        |                                                                        |                                                                        |                                                                        |
| 2018                     | Gwangju                                                                | Son Wan-ho                                                             | Li Xuerui                                                              | Choi Sol-gyu Seo Seung-jae                                             | Chang Ye-na Jung Kyung-eun                                             | Ko Sung-hyun Eom Hye-won                                               |
| 2019                     | Gwangju                                                                | Kanta Tsuneyama                                                        | An Se-young                                                            | Lee Yang Wang Chi-lin                                                  | Nami Matsuyama Chiharu Shida                                           | Tang Chun Man Tse Ying Suet                                            |
| 2020, 2021,              | Éditions annulées en raison de la pandémie de Covid-19 en Corée du Sud | Éditions annulées en raison de la pandémie de Covid-19 en Corée du Sud | Éditions annulées en raison de la pandémie de Covid-19 en Corée du Sud | Éditions annulées en raison de la pandémie de Covid-19 en Corée du Sud | Éditions annulées en raison de la pandémie de Covid-19 en Corée du Sud | Éditions annulées en raison de la pandémie de Covid-19 en Corée du Sud |
| 2022                     | Gwangju                                                                | Jeon Hyeok-jin                                                         | He Bingjiao                                                            | Kim Gi-jung Kim Sa-rang                                                | Kim So-yeong Kong Hee-yong                                             | Wang Yilyu Huang Dongping                                              |
| 2023                     | Gwangju                                                                | Kento Momota                                                           | Kim Ga-eun                                                             | Lee Jhe-huei Yang Po-hsuan                                             | Jeong Na-eun Kim Hye-jeong                                             | Seo Seung-jae Chae Yoo-jung                                            |
| 2024                     | Iksan                                                                  | Kunlavut Vitidsarn                                                     | Putri Kusuma Wardani                                                   | Aaron Chia Soh Wooi Yik                                                | Kim Hye-jeong Kong Hee-yong                                            | Guo Xinwa Chen Fanghui                                                 |
| 2025                     | Gwangju                                                                |                                                                        |                                                                        |                                                                        |                                                                        |                                                                        |